# Cabimas
Cabimas ist eine Stadt am Lago de Maracaibo im Bundesstaat Zulia im Nordwesten von Venezuela in Südamerika.
Die Stadt hat ungefähr 270.000 Einwohner und ist Sitz eines Bistums.
In der Stadt wurde das Radrennteam Alcaldía de Cabimas gegründet.

## Geografie
Die Stadt liegt südöstlich der 8 km breiten Meerenge Canal de San Carlos, die den Maracaibosee im Süden mit dem nördlich gelegenen Golf von Venezuela und damit mit der Karibik verbindet. Diese Meerenge wird von der im Norden Cabimas gelegenen, 9 Kilometer langen General-Rafael-Urdaneta-Brücke überquert.
Am anderen Ufer, nordwestlich von Cabimas, liegt in 20 km Entfernung die Stadt Maracaibo.
240 km nordöstlich liegt die Stadt Coro, 250 km östlich Barquisimeto.
Die Stadt steht auf flachem Gelände, das überwiegend aus angeschwemmten Sand besteht und anfällig für Erosion ist.
Das Klima der Stadt ist semiarid und die Tageshöchsttemperaturen liegen um 30 °C. Während der Regenzeit gibt es starke Niederschläge.

## Geschichte
1758 gründeten Mönche die „Misión de San Ambrosio de Punta de Piedra“. Der Name „Cabimas“ stammt von den eingeborenen Kariben und bezeichnet einen Baum, der auch Copaiba (Copaifera Officinalis) genannt wird.
1771 besuchte der Erzbischof Mariano Marti die Stadt. Bis zum Beginn der Ölförderung lebte die Bevölkerung von der Fischerei.
1917 wurde das erste Ölfeld („Santa Barbara“) erschlossen und mit „Barroso No. 2“ begann 1922 ein Ölboom. Die Stadt wuchs mit der Ölindustrie, viele Stadtviertel lassen sich auf Camps der Ölförderung zurückführen. In Cabimas wurde die erste venezolanische Gewerkschaft der Ölarbeiter gegründet.

## Wirtschaft
Cabimas ist auch heute ein wichtiger Standort der venezolanischen Ölwirtschaft, da die ergiebigsten Ölfelder in und um den Maracaibo-See liegen.
Gegenwärtig sind die Ölfelder La Rosa (an Land) und La Salina (im See) in Betrieb. La Rosa wurde 1996 bis 2001 von der deutschen Gesellschaft Preussag betrieben, danach kam es zur venezolanischen Suelopetrol, heute hält die staatliche Gesellschaft PDVSA 60 % und Suelopetrol 40 %.
Es gibt einige wenige Fabriken und in der Umgebung (z. B. in Aristides Calvani) werden Obstbäume kultiviert und Vieh gezüchtet.

## Verkehr
Der Hafen La Salina ist einer der wichtigsten für Öltanker am Maracaibosee. Daneben gibt es auch einen Fischerhafen.
Wichtigstes Verkehrsmittel ist der Bus, die meisten Fahrzeuge („Carritos“) sind alt. Der zentrale Busbahnhof bietet Verbindungen in alle Richtungen an.